# Sonata per a piano núm. 2 (Tubin)
La Sonata per a piano núm. 2, Aurores boreals, va ser composta per Eduard Tubin el 1950. Es va estrenar el 26 de març de 1951 a la Sala de Concerts d'Estocolm per Olav Roots. Té una durada aproximada de 25 minuts.

## Moviments
- I. Rubato e agitato
- II. Andante. Variatsioonid lapi rahvaviisidele
- III. Allegro

## Origen i context
La sonata va néixer després de viure per primera vegada l'experiència de veure aurores boreals. Va treballar durant deu mesos seguits. Aquesta composició va suposar un punt d'inflexió en el seu procés creatiu: «Va esdevenir una lliçó de vida. Vaig aprendre a concentrar-me en l’essencial, eliminant tot el superflu. Res d'equipatge innecessari, res de repeticions; cada nota havia de ser exactament on li corresponia».

## Representacions
Després de l'estrena a Estocolm, Laine Mets la va interpretar a Tallinn el 21 d'abril de 1967.